# 尤肯
尤肯是德国莱茵兰-普法尔茨州的一个市镇。总面积6.18平方公里，总人口175人，其中男性85人，女性90人（2011年12月31日），人口密度28人/平方公里。